# Revolução de 14 de Julho
A Revolução de 14 de Julho foi um golpe de Estado que ocorreu em 14 de julho de 1958 no Iraque, marcando a derrubada da monarquia Hachemita estabelecida pelo rei Faiçal I, em 1932, sob os auspícios dos britânicos.
Em 1958, o golpe de Estado derrubou o rei Faiçal II, o regente e príncipe 'Abd al-Ilah, e o primeiro-ministro Nuri al-Said, os quais eram vistos como colaboradores com os britânicos e que foram executados pelos militares. O golpe criou a República do Iraque e foi resultado de uma série de queixas diferentes contra as políticas iraquianas dos hachemitas. Um dos temas mais relevantes que os Oficiais Livres, o grupo que projetou e executou o golpe, foi representado na raiva pelo controle imperialista ocidental no Iraque através de seus mediadores monárquicos.
O golpe acabou com a Federação Árabe Hachemita entre o Iraque e a Jordânia, que havia sido estabelecida apenas 6 meses antes. Abd al-Karim Qasim assumiu o poder como primeiro-ministro até 1963, quando foi derrubado e morto na Revolução do Ramadã.

## Ver Também
- Golpe de estado no Iraque de 1941
- Golpe de estado no Iraque de fevereiro de 1963
- Conflitos no Oriente Médio